# Зак, Пол
Пол Зак (англ. Paul J. Zak) — американский экономист, специалист в области нейроэкономики.
Бакалавр (1989) университета Сан-Диего; доктор философии (1994) Пенсильванского университета. С 1995 г. преподает в университете Клэрмон (Калифорния). Директор Центра нейроэкономических исследований (с 2002).

## Предыстория
Зак получил степени по математике и экономике в Университете Сан-Диего, а затем защитил докторскую диссертацию по экономике в Пенсильванском университете. Он является профессором Клермонтского университета в Южной Калифорнии. Он изучал визуализацию мозга и был одним из первых, кто определил роль окситоцина в формировании доверительных отношений между незнакомыми людьми. Зак руководит Центром нейроэкономических исследований в Клермонтском университете и является сотрудником неврологического отделения медицинского центра Университета Лома Линда. Он является редактором книги «Moral Markets: The Critical Role of Values in the Economy» (издательство Принстонского университета, 2008). Его книга «The Moral Molecule» была опубликована в 2012 году издательством Dutton. В книге обобщаются его открытия в области окситоцина и обсуждается роль окситоцина в человеческом опыте и поведении, таких как эмпатия, альтруизм и нравственность.
Исследование Зака направлено на то, чтобы опровергнуть мысль о том, что люди в целом стремятся в первую очередь действовать в своих интересах, и задаться вопросом, как мораль может влиять на интерпретацию того, что представляет собой «личный интерес» в понимании человека. Однако в работе Зака возникли методологические вопросы. Однако другие комментаторы назвали его работу «одним из самых показательных экспериментов в истории экономики». Согласно книге «The Moral Molecule», отец Зака был инженером, и он применяет инженерный подход к нейробиологии, стремясь создать прогностические модели поведения.
Его исследования и идеи вызвали некоторую критику, особенно со стороны научного журналиста Эда Йонга, который отмечает, что введение окситоцина усиливает злорадство и зависть. Введение окситоцина повышает значимость социальных сигналов, что позволяет предположить, что эффекты прайминга в этих экспериментах объясняют их результаты. Например, Зак показал, что высвобождение эндогенного окситоцина устраняет предвзятость в отношении своей группы, что указывает на то, что критикуемые эффекты обусловлены сверхфизиологическими дозами окситоцина в сочетании с антисоциальным праймингом.
Нейробиолог Молли Крокетт также оспаривает утверждения Зака, ссылаясь на исследования, которые показывают, что окситоцин усиливает злорадство, предвзятость по отношению к другим группам, а в некоторых случаях снижает уровень сотрудничества. Это позволяет предположить, что окситоцин является такой же «аморальной молекулой», как и «моральной молекулой», о которой говорит Пол Зак.

## Нейроменеджмент
Зак придумал термин «нейроменеджмент» для описания того, как открытия в области нейробиологии можно использовать для создания организационной культуры, которая будет привлекать сотрудников и обеспечивать высокую производительность для организаций. Он разработал методологию под названием Ofactor, которая позволяет количественно оценить организационную культуру и определить, как постоянно улучшать культуру, чтобы повысить доверие, радость и производительность. Он использовал Ofactor, чтобы помочь организациям — от некоммерческих до стартапов и компаний из списка Fortune 50 — изменить свою культуру. Его исследование «Фактор О» отражает подход, который отстаивал его покойный коллега из Клермонтского университета, гуру менеджмента Питер Ф. Друкер, согласно которому организации с плоской иерархией расширяют возможности сотрудников. В его книге 2017 года «Trust Factor: The Science of Creating High-Performance Companies» руководители организаций узнают, как создавать и поддерживать культуру доверия.

## Академическое влияние
Зак опубликовал более 200 рецензируемых статей, глав в книгах и комментариев. Исследователи из Стэнфордского университета включили его в список 0,3% самых цитируемых учёных в мире.

## Погружение и потребительская нейронаука
Лаборатория Зака обнаружила неврологические сигналы, которые отражают вовлечённость в истории и предсказывают поведение после прочтения. Часть этой работы была профинансирована DARPA, чтобы помочь вооружённым силам США уменьшить количество конфликтов.

## Медиа
Зак часто дает интервью средствам массовой информации на самые разные темы — от экономической политики до романтических отношений. Его выступление на TED 2011 года, посвященное окситоцину и доверию, набрало более миллиона просмотров. Журнал Wired назвал его одним из 10 самых сексуальных гиков в 2005 году. Зак предполагает, что интимный контакт, использование социальных ритуалов и социальных сетей, таких как Twitter и Facebook, повышает уровень окситоцина. Он часто выступает с публичными лекциями о нейробиологии повседневной жизни, в том числе о морали, сторителлинге и организационной культуре, и пишет статьи на эти темы для журналов и отраслевых изданий.
Зак является членом Гильдии киноактёров США и создавал и озвучивал научные диалоги для фильмов, в том числе для фильма «Новый Человек-паук». Он регулярно участвует в программе Discovery Science «Outrageous Acts of Psych». Новостные организации часто обращаются к нему за экспертным мнением в области нейробиологии. В 2016 году он появился в шоу «The Bachelor» в роли Dr. Love на одном из свиданий главной героини. Среди других его появлений на телевидении — «Фарид Закария GPS» на CNN, шоу Джона Стоссела на Fox Business, шоу «Доктор Фил», TakePart Live на Pivot TV, «Фокс и Друзья», «Доброе утро, Америка», «Холостяк» и «Мировые новости ABC».

## Основные произведения
- «Лаги Калецкого в общем равновесии» (Kaleckian Lags in General Equilibrium, 1999);
- «Институции, права собственности и рост» (Institutions, Property Rights and Growth, 2002).